# Digitaria tomentosa
Digitaria tomentosa är en gräsart som först beskrevs av J.Koenig och Johan Peter Rottler, och fick sitt nu gällande namn av Johannes Jan Theodoor Henrard. Digitaria tomentosa ingår i släktet fingerhirser, och familjen gräs. Inga underarter finns listade i Catalogue of Life.